# Via Paolo Sarpi
Via Paolo Sarpi è una strada di Milano che si estende per circa 1 km in direzione ovest, partendo da Porta Volta. È l'asse centrale e fondamentale su cui, a partire dai primi decenni del Novecento, si è sviluppata una forte presenza di immigrati cinesi, tanto che l'intera area compresa fra le vie Procaccini, Montello e Canonica è chiamata Chinatown di Milano.

## Riqualificazione e pedonalizzazione

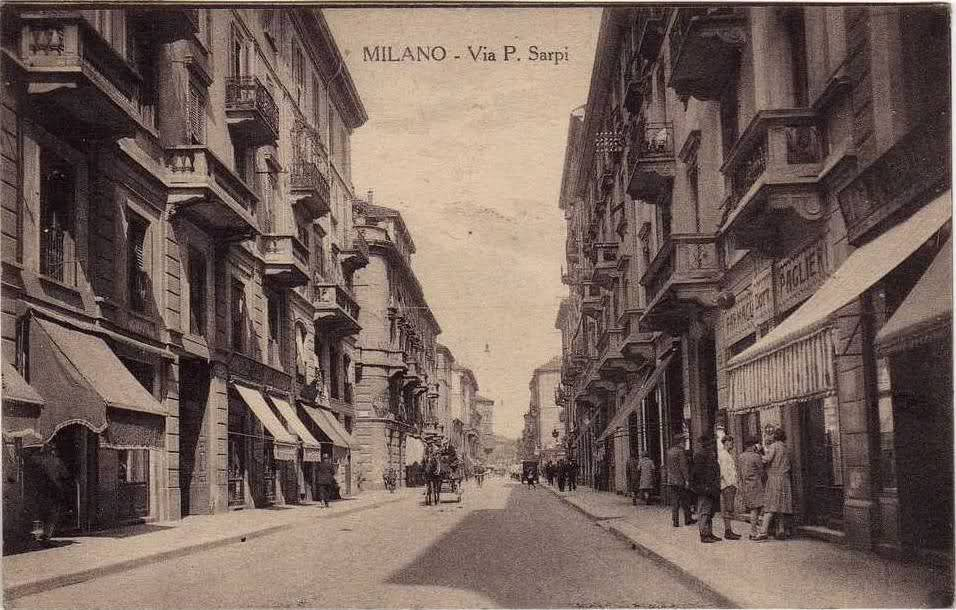
Via Paolo Sarpi nel 1928

Tra il 2010 e il 2011 l'intera via Sarpi è stata oggetto di un profondo intervento di riqualificazione urbana, con la pavimentazione della strada per tutta la sua lunghezza, che è stata trasformata in un'elegante strada pedonale adatta alle bici, ornata di aiuole ed alberi. Lungo la via sono presenti due stazioni del servizio BikeMi, dalle quali è possibile prelevare biciclette se si è in possesso di un abbonamento. È una strada commerciale, in cui sono anche presenti laboratori di arte contemporanea e molti locali e ristoranti.

## Trasporti
- Monumentale
- Moscova